# Marie-Françoise Roy
Marie-Françoise Roy (* 28. April 1950 in Paris) ist eine französische Mathematikerin, die sich mit reeller algebraischer Geometrie beschäftigt.

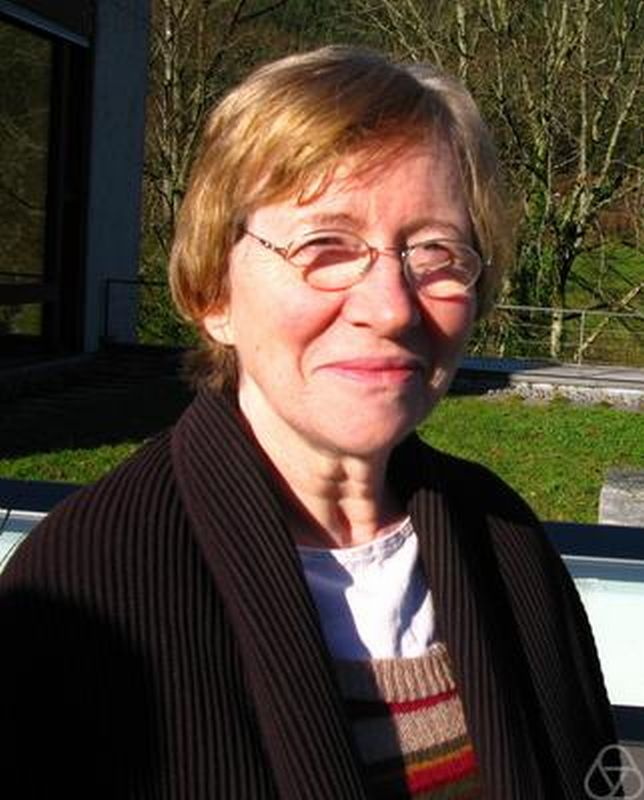
Marie-Francoise Roy 2009 in Oberwolfach

Sie studierte an der École normale supérieure de Jeunes Filles und war dann ab 1973 Assistenzprofessorin an der Universität Paris-Nord. 1980 wurde sie promoviert und war anschließend zwei Jahre an der Universität Niamey in Niger. 1985 wurde sie Professorin an der Universität Rennes I.
Roy arbeitet über reelle algebraische Geometrie, speziell die Theorie des reellen Spektrums und danach über Komplexität von Algorithmen in der reellen algebraischen Geometrie.
Sie war 1987 Mitgründerin einer französischen Gesellschaft für Frauen in der Mathematik Femmes et Mathématiques und 1986 der European Woman Mathematicians. Roy ist außerdem Präsidenten einer Organisation, die sich für solidarische Aktivitäten zwischen der nigrischen Gemeinde Dan-Kassari und der französischen Gemeinde Cesson-Sévigné einsetzt. 2004 bis 2007 war sie Präsidentin der Société Mathématique de France.

## Schriften
- mit S. Basu, R. Pollack: Algorithms in real algebraic geometry. Springer 2003.
- mit J. Bochnak, M. Coste: Real algebraic geometry. 2. Auflage, Springer, Ergebnisse der Mathematik Bd. 36, 1998 (zuerst französisch in 1. Auflage 1987).
- Three Problems in real algebraic geometry and their descendants. In: Engquist, Schmid: Mathematics unlimited- 2001 and beyond. Springer Verlag 2000, S. 991 (Hilberts 17. Problem, Algorithmen, Topologie reeller algebraischer Varietäten).
- Géométrie algébrique réelle. In: Jean-Paul Pier (Hrsg.): Development of Mathematics 1950-2000. Birkhäuser 2000.
- Introduction a la geometrie algebrique reelle, Cahiers Sem. Hist. Math., 1991, Online